# Martín de la Haya

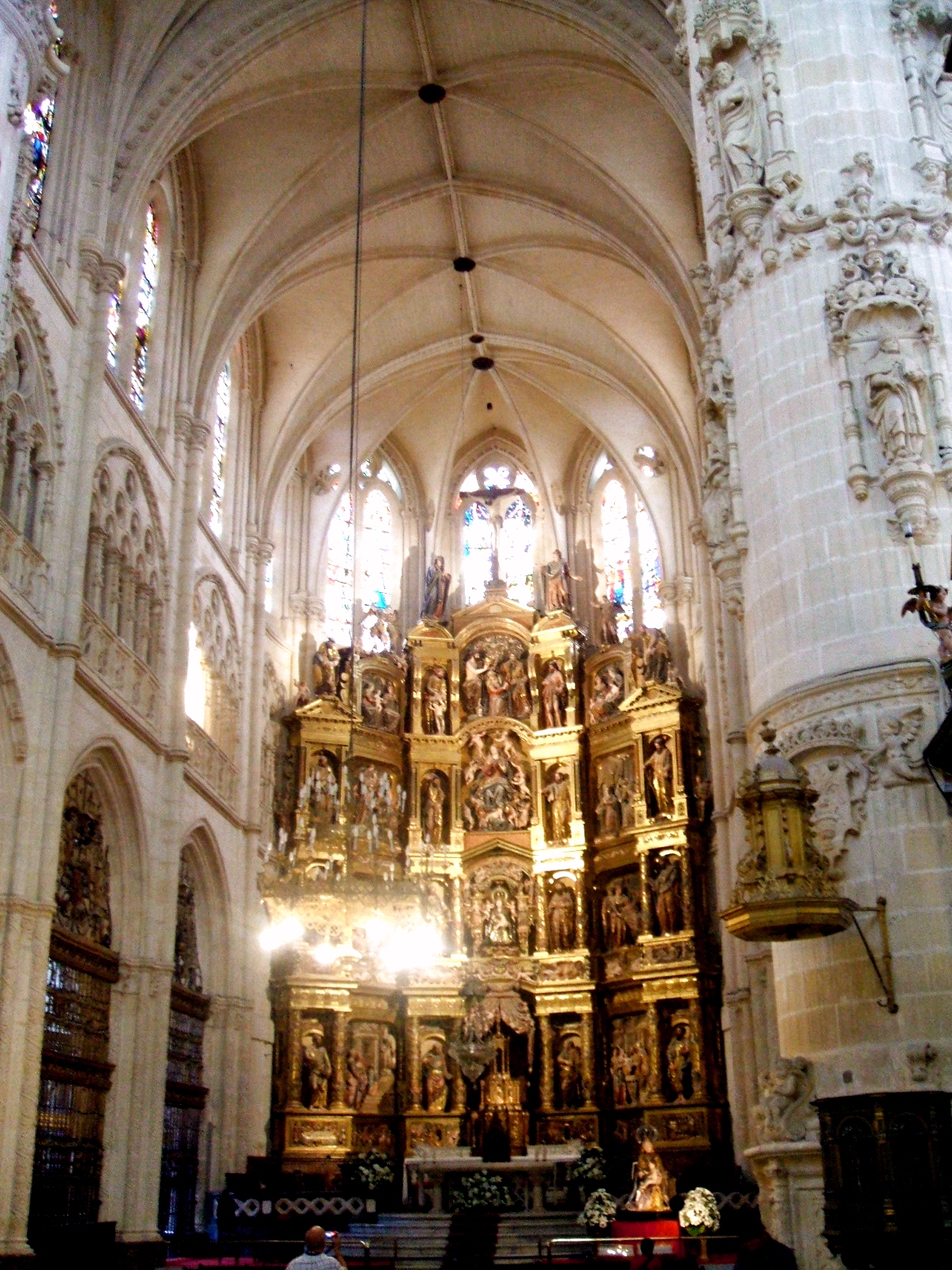
Retablo principal de la catedral de Burgos, realizado por los hermanos Rodrigo y Martín de la Haya.

Martín de la Haya fue un escultor español, activo en Burgos durante la segunda mitad del siglo XVI. Realizó importantes obras de estilo romanista en la catedral de Burgos.
Hermano del escultor Rodrigo de la Haya, colaboró con él en el retablo mayor de la catedral de Burgos (1563-1577) y se encargó de su conclusión tras la muerte del primero. En la capilla de la Natividad de esta misma catedral realizó la sillería y el retablo (1580), este último en colaboración con el escultor Domingo de Bérriz.